# Alexis Grimou

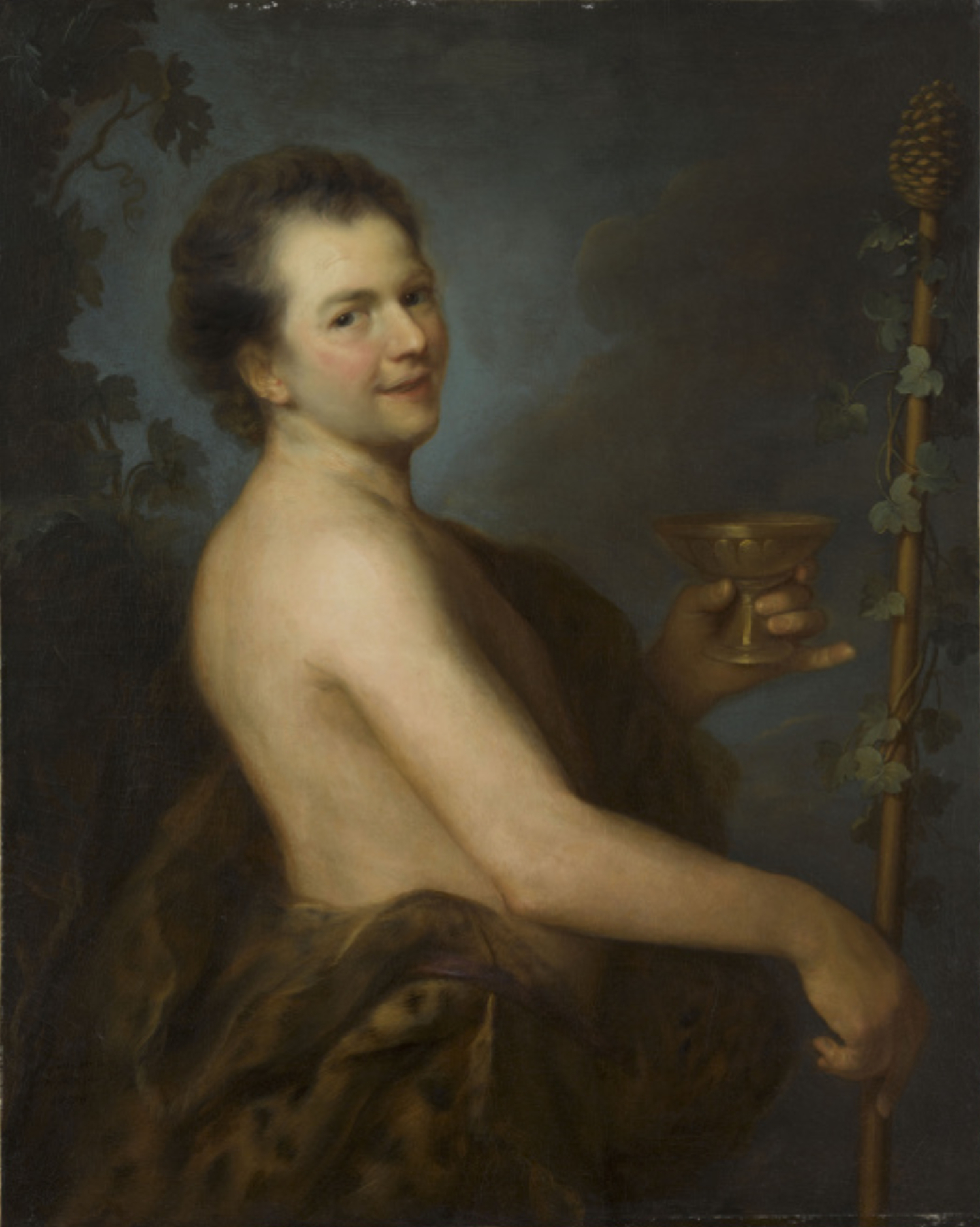
Autorretrato como Baco, 1728, óleo sobre lienzo, 101 x 81 cm, Dijon, musée Magnin.

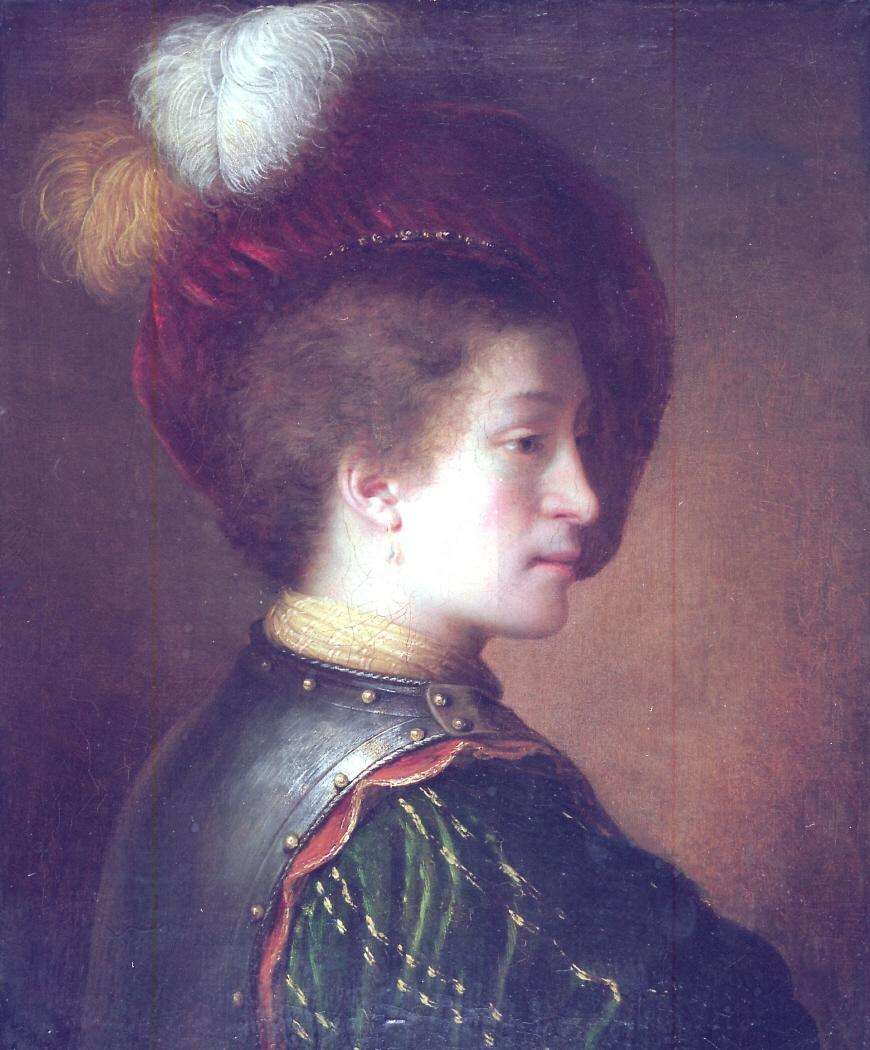
Retrato masculino, óleo sobre lienzo, 61,7 x 51,2 cm, Madrid, Museo Lázaro Galdiano.

Alexis Grimou (Argenteuil, 1678-París, 1733) fue un pintor francés —alguna vez llamado el Rembrandt francés—, dedicado con preferencia al retrato de busto o de medio cuerpo.

## Biografía
Hijo de Jean Grimoult, comerciante, y de Marie Goré, fue bautizado el 24 de mayo de 1674 en la pequeña villa de Argenteuil, aunque se le ha creído nacido en Suiza desde que Johann Caspar Füssli, pintor y escritor suizo, lo confundiese con un Jean Grimou y, dramatizando lo que parece un carácter irritable, le atribuyese algunas anécdotas que lo calificarían como vanidoso y loco, al mismo tiempo que le atribuía un talento pictórico equiparable al de Rembrandt.
Se desconocen sus primeros pasos en la pintura. La evidente influencia de Rembrandt en ella, llevó a algún biógrafo a sostener que realizó su aprendizaje en el taller de un anticuario parisino estudiando las obras del maestro holandés y de Anton van Dyck, olvidando, según Gabillot, que en aquella época no abundaban sus obras en París. Por ello se ha supuesto también un viaje a los Países Bajos en 1709 para copiar directamente las obras de Rembrandt, de lo que no existe ninguna prueba. Es probable, en cambio, que se formase con François de Troy, quien pudo inculcarle su amor por la pintura flamenca, su preferencia del naturalismo sobre el clasicismo de  Nicolás Poussin, y su dominio de la técnica. Por otro lado, y como parte posiblemente del aprendizaje con Troy, se le ha atribuido la copia de un Buen Pastor de Murillo que pudo inspirar más tarde también a Thomas Gainsborough.
De su biografía se sabe que el 29 de mayo de 1704, residiendo ya en París, contrajo matrimonio con Gabrielle Petit. Un año después, el 5 de septiembre de 1705, solicitó ser admitido como pintor de retratos en la Académie royale de peinture et de sculpture, aunque por razones que se desconocen no llegó a ingresar en ella. Sí lo hizo en la de San Lucas.
Sus retratos de busto o de medio cuerpo presentan con frecuencia a sus personajes en traje de fantasía, a menudo conforme a lo que podría ser una moda pseudoespañola y con colores cálidos, un gusto que pudo tomar de Troy, corregido por el claroscuro y el naturalismo de Rembrandt, de quien pudo conocer alguna obra en el palacio del conde de Vence. La influencia de la pintura holandesa del siglo XVII se advierte también en sus múltiples autorretratos, como el Autorretrato como bebedor de las National Galleries of Scotland, del que se conocen al menos otras dos réplicas hechas por el propio pintor.
El Mercure de junio de 1733, al informar de su fallecimiento a comienzos del mes precedente, decía de él que era capaz de pintar bien una cabeza «dans le goüt de Rimbrandt» (sic), con rico colorido y bella pincelada, pero falto de invención y de dibujo.